# لانگبرگیا
لانگبرگیا (نام علمی: Langbergia) نام یک سرده از راسته ددکمانان است.